# Клеппер
Кле́ппер, Эстонка — подпорода норийского типа лошадей.

## Характеристики породы
По сложению масти и другим особенностям весьма сходны со шведкой, но легко различимы по росту. Высота в холке простого клеппера 28-30 вершков (136—146 см]), промеры: косая длина 148 см; обхват груди — 174 см; обхват пясти — 18,7 см, Жеребцы весят 480—490 кг, кобылы 450—460 кг (750—900 фунтов и 1050 фунтов). Преобладающие масти рыжая, караковая и буланая. Клепперы светлых мастей имеют вдоль спины темный ремень. Все имеют красивые, округлые формы, сухие жилистые конечности, с небольшими щётками и крепкой бабкой, очень крепкую выносливую организацию и быстрый бег.

## История породы
На конец XIX столетия в Российской империи в отношении пород лошадей различали два главных типа:
- лошадь степная;
- лошадь крестьянская;
- кроме того, были заводские лошади различных пород[2].

Главную массу лошадей составляли отнесённые к типу крестьянских. Эти лошади, попав в Россию в очень давние времена из азиатских степей, видоизменялись под влиянием местных условий: в некоторых местностях мельчали, в других перешли в самостоятельные отродья. К числу последних относились финки, эстонки, вятки (вместе с обвинками и казанками).
Выведена в древности на территории Эстонии; в конце XIX — начале XX веков улучшалась скрещиванием с арабскими и финскими жеребцами. Еще с XVII века лошадей этой породы вывозили сначала в северные, а позже и в центральные губернии России, где они существенно повлияли на формирование вятской, мезенской и других местных пород. Непосредственно в Эстляндии лучшие лошади эстонской местной породы были использованы при выведении торийской породы, широко распространившейся и оттеснившей местных лошадей в прибрежные районы и на острова. Часть лошадей этой породы несет следы прилития крови финской породы. Лошади эстонской местной породы имеют широколобую голову, короткую шею, широкую и глубокую грудь, широкую спину, сухие конечности, крепкие копыта. В России получила большую или меньшую самостоятельность. Эти хорошо сложенные, крепкие и быстрые лошади разводятся в Финляндии и Прибалтике.

## Использование породы
Очень ценились для сельскохозяйственных работ и для городской езды. Максимальная грузоподъёмность 4 895 килограмм.